# Jörg Pasemann
Jörg Pasemann (ur. 1 lipca 1960) – niemiecki lekkoatleta specjalizujący się w chodzie sportowym. W czasie swojej kariery reprezentował Niemiecką Republikę Demokratyczną.
W 1978 r. zajął I miejsce w chodzie na 10 kilometrów podczas rozegranych w Bukareszcie Zawodach Przyjaźni. Największy sukces w karierze odniósł w 1979 r. w Bydgoszczy, gdzie zdobył brązowy medal mistrzostw Europy juniorów w chodzie na 10 000 metrów, z czasem 42:31,04 (za Jozefem Pribilincem i Erlingiem Andersenem).